# 偽託
偽託，托名是假借他人之名發表作品。

## 可能動機
- 增加作品影響力和經濟收益。偽託之緣由，往往是多人合作又或作者並不知名，為使作品受歡迎或增加權威性、可信性而作出的一種方法。除了藝術作品如文學作品、美術作品之外，科學研究也有偽託現象，包括一些偽科學相關內容，常以偽託知名學者來增加結果權威性、可信性。此外現代互聯網流傳的一些文章、語錄也往往是偽託名人所言，使之增強影響力。
- 避免社會壓力和迫害。因爲政治、宗教、性別等其他原因隱去名字。

## 歷史
偽託不知始於何時，但在中國可以肯定的是不會晚於戰國時期，早在戰國時期，齊國稷下學宮便偽託古人管仲之名出書《管子》。

## 負面影響
- 造成個人著作權及相關利益的丟失。
- 造成後世記載和研究的混亂。

## 著名偽託作品

### 中國
- 《黃帝內經》（託名黃帝及其臣子所作）
- 《馬前課》（託名諸葛亮所作）
- 《推背圖》（託名唐朝李淳風所作）（《推背圖》一書最早記載於《宋史·藝文志》，一些人據此推斷為宋朝人所著）
- 《管子》（託名管仲自著，現在一般認為是齊國稷下學宮所著，但書中仍體現了管仲的思想。）
- 《六韜》（託名姜尚所作，現在一般認為成書於戰國時期）